# Plaque à induction
Pour les articles homonymes, voir Plaque et Induction.
 (janvier 2011).
Si vous disposez d'ouvrages ou d'articles de référence ou si vous connaissez des sites web de qualité traitant du thème abordé ici, merci de compléter l'article en donnant les références utiles à sa vérifiabilité et en les liant à la section « Notes et références ».

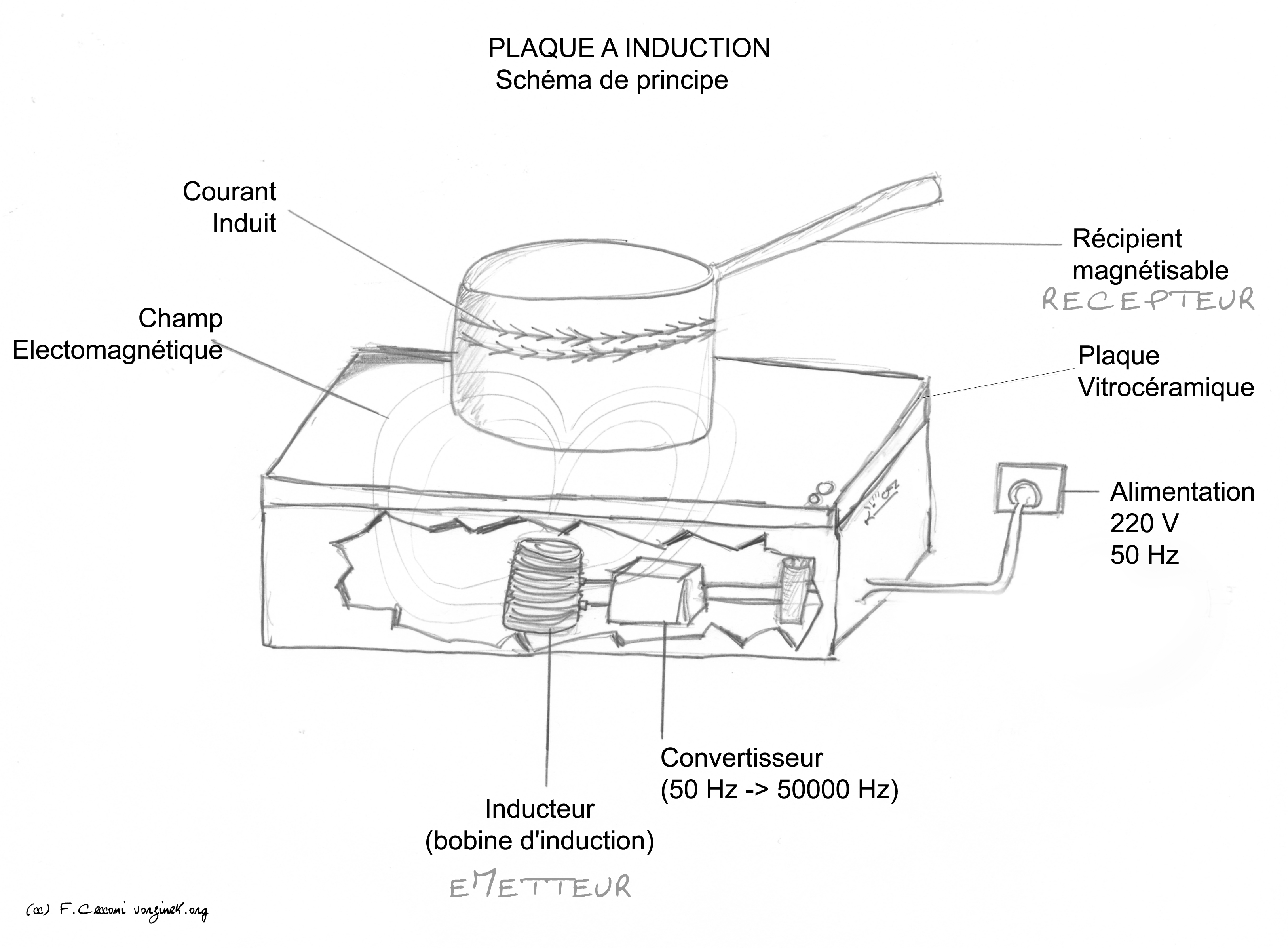
Principe.

Les plaques à induction sont des plaques de cuisson fonctionnant à l'électricité et dont le mécanisme de chauffage est basé sur le principe des pertes par courants de Foucault et par hystérésis, et utilise donc le principe d'induction électromagnétique.

## Description

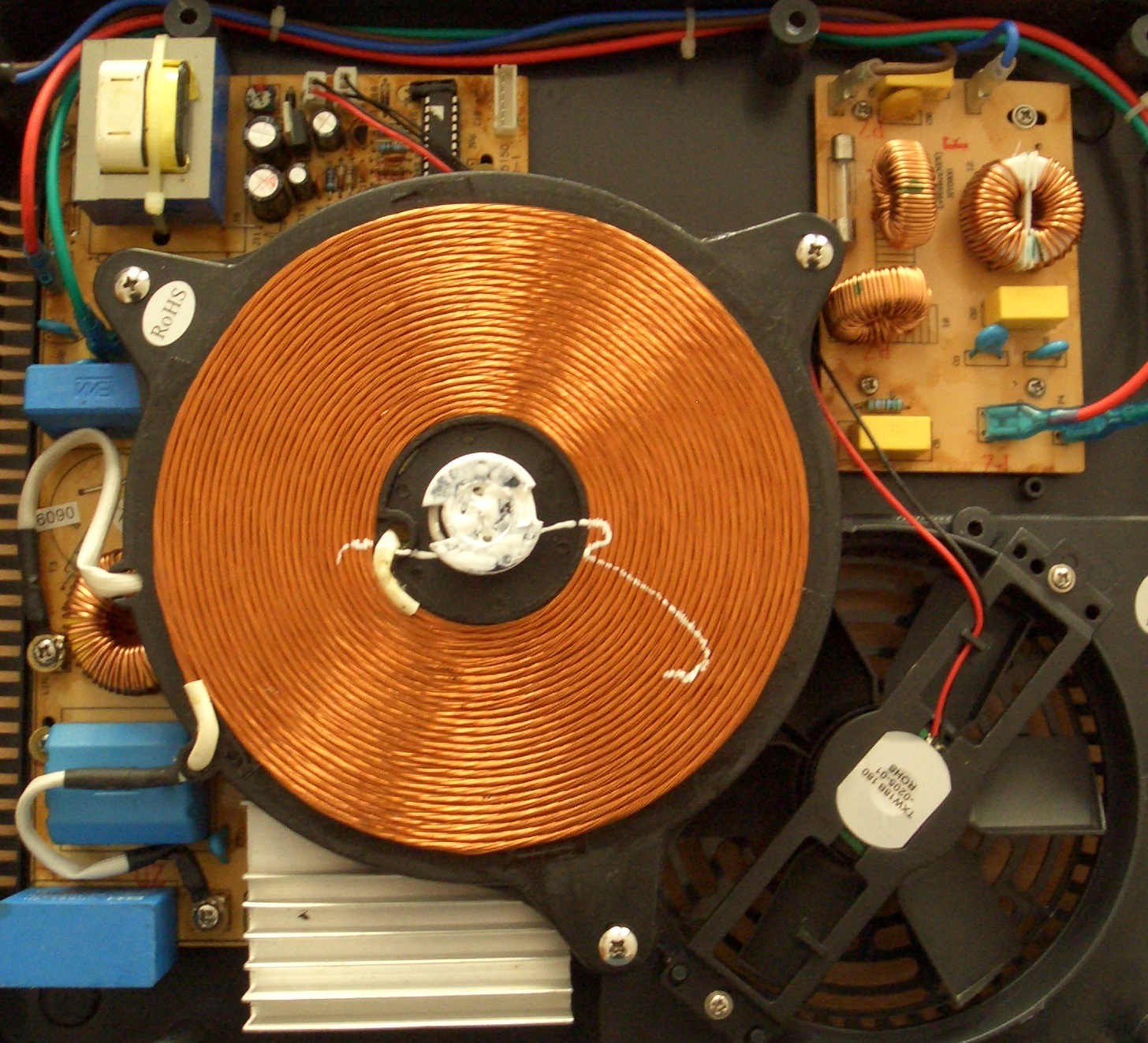
Vue intérieure de l'électronique d'une plaque à induction.

Dans ce type de plaque, un inducteur bobiné avec du fil de Litz est placé sous une surface en vitrocéramique. Lorsqu'il est parcouru par un courant électrique alternatif (modulé en fréquence, typiquement aux alentours de 25 kHz), cet inducteur engendre un champ magnétique variable qui, à son tour, induit des courants électriques dans le métal du récipient posé sur la plaque. Les pertes par courants de Foucault et par hystérésis produites dans ce métal — qui doit être ferromagnétique, avec une perméabilité magnétique élevée — génèrent l'énergie thermique (chaleur) par effet Joule.

## Historique
Cette section est promotionnelle ou publicitaire (août 2022). Considérez son contenu avec précaution et/ou discutez-en.
Avant les années 1980, en France, des tables à induction puissantes (plusieurs kilowatts), existaient déjà à destination des professionnels (cuisiniers, restaurateurs). Leur handicap consistait en un prix et un volume dissuasifs pour le particulier. Des tables à induction plus petites existaient également, au Japon par exemple ; par contre, elles étaient peu puissantes (moins de 1 kW) et uniquement posables (c'est-à-dire non encastrables). Or, le Marché européen de l'électroménager encastrable se développait de façon considérable à cette époque. C'est dans les années 1980 que le département recherche et développement de la CEPEM (Compagnie Européenne de l'Electroménager, 45140, St Jean de la Ruelle, France ; Société du Groupe Thomson), avec les laboratoires électroniques de Thomson à Villingen (Allemagne) releva le défi de développer une table à induction à la fois puissante (3 kW) et encastrable (c'est-à-dire suffisamment mince pour être placée au-dessus d'un four ou d'un tiroir de cuisine). Il fallait également parvenir à un prix public abordable, à un pilotage fin de la puissance (de 50 W à 3 kW), et à une fiabilité et sécurité maximales (détection d'absence de récipient, des températures élevées, limitation des perturbations électro-magnétiques aux abords de la table, etc.). Plus d'une vingtaine de brevets furent pris (entre autres),,,,,,,, et la première plaque à induction encastrable grand public fut commercialisée au début des années 1990 par des marques du Groupe Thomson (Sauter, Thermor...),.
- En 2017 et en France par exemple, où le taux d'équipement des ménages en plaques de cuisson est de 61 %, la table à induction représente près de 56 % des plaques de cuisson installées[11].

Aujourd'hui, les déclinaisons visuelles, utilitaires, et techniques de la plaque à induction, se sont multipliées.

## Avantages

### Sécurité
La surface de la plaque reste relativement froide : elle n'est chauffée que par le rayonnement et la conduction de la chaleur du récipient qu'elle supporte. Il y a ainsi moins de risques de se brûler en touchant la plaque après retrait de l'ustensile. Les parois du récipient sont aussi moins chauffées, ainsi qu'un éventuel couvercle. D'autre part, il n’y a pas de risques d'explosion, de fuites de gaz, d'intoxication, comme avec la table gaz.

### Nettoyage
Le nettoyage de la surface vitrocéramique est facile car, en cas de débordement, les salissures ne brûlent pas sur la plaque qui chauffe peu. D'autre part, la plaque est plate et sans recoins (touches de commandes tactiles souvent).

### Efficacité, rendement, coût à l'usage
La chaleur étant produite sans intermédiaire directement dans le fond du récipient, il en découle :
- une moindre dispersion énergétique et une moindre dispersion de chaleur dans la cuisine,
- une absence d'inertie thermique (à l'instar d'un brûleur à gaz). Pour la cuisine, la puissance de chauffe cesse immédiatement dès que l'alimentation électrique est coupée ou que le récipient est retiré.

Le rendement d'une plaque à induction est de l'ordre de 80 à 90 %, ce qui en fait une forme de cuisson économe en énergie. Les pertes proviennent en grande partie de l'effet Joule au sein des bobines des inducteurs dont la chaleur excédentaire est parfois dissipée à l'aide d'un ventilateur. Ce rendement est très supérieur à celui d'une table gaz (dispersion de la chaleur par les flammes dans l'air ambiant, produits de combustion), d'une table vitrocéramique à foyer radiant (à halogènes par exemple ; dispersion de la chaleur par chauffage de la plaque de vitrocéramique), ou d'une table électrique à foyers en fonte (nécessité d'un bon contact entre ustensile et foyer, chauffage de la plaque fonte).
La palette de puissance s'échelonne de 3 kW à quelques dizaines de watts (par découpage de la puissance), donc couvre tous les besoins de la cuisson. 
Enfin, l'utilisation judicieuse d'une minuterie permet d'optimiser la cuisson car l'arrêt automatique programmé permet de se passer d'une surveillance.

### Autres
La combustion de gaz (méthane, propane, butane) produit de la vapeur d'eau et du CO2. L'humidité dégagée est importante en comparaison avec l'induction, qui ne produit que l'éventuelle vapeur produite par la cuisson des aliments.

## Inconvénients
- L'inconvénient rencontré au départ par ses concepteurs, puis par les commerçants, a été l'absence de visibilité de la puissance dégagée (comme avec une taille de flamme, ou un halogène radiant). Cet inconvénient reste encore aujourd'hui un frein pour les utilisateurs plus "conservateurs".
- Un inconvénient pourrait être le surcoût initial dû à la nécessité d'avoir des ustensiles de cuisson adaptés, si l'on veut des récipients de bonne qualité (forte épaisseur par exemple), si l'on veut que ceux-ci soient en acier inoxydable (ferromagnétique dans ce cas) ou en aluminium téflonné (donc dotés d'un fond soudé en inox ferromagnétique, comme chez Tefal). Cependant, la casserolerie la moins chère, soit la tôle émaillée, est tout à fait utilisable.

- Les plaques à induction pourraient causer des dégâts aux appareils électroniques qui se trouvent à proximité très immédiate ou aux objets magnétiques posés sur la plaque allumée (carte bancaire, bande magnétique...). Elles sont déconseillées notamment pour les porteurs de stimulateurs cardiaques[13]. Par mesure de précaution, certains déconseillent aussi aux porteurs de prothèses électroniques, comme les implants cochléaires de trop s'approcher de ce type de plaques durant leur fonctionnement (moins de 50 cm environ)[réf. souhaitée]. Les effets sont toutefois réduits puisque l'appareil est capable de détecter la présence et la taille de la casserole avant d'alimenter les inducteurs utilisés pour la chauffe et parce que la puissance émise s'arrête lorsqu'on retire la casserole.

- Enfin, la durée de vie d'une table à induction est beaucoup plus courte que celle d'une cuisinière à gaz.

## Récipients adaptés
Les ustensiles doivent être constitués d'un matériau ferromagnétique. C'est le cas des récipients à base de fer tels que l'acier ou la fonte (les casseroles en tôle émaillée par exemple). Les récipients en acier inoxydable peuvent convenir s'ils sont en inox ferromagnétique (et non austénitique, comme la plupart des inox), à tester au moyen d'un aimant. Ceux à base de cuivre, d'aluminium ou de verre ne sont pas utilisables sauf si ceux-ci possèdent un double ou triple fond compatible (double fond réalisé en acier inox ferromagnétique notamment). Aujourd'hui, une étiquette indique souvent la compatibilité avec l'induction (symbole de spire horizontale) 
Toutes les casseroles ne sont donc pas adaptées aux plaques à induction. De plus, le fond doit être assez épais pour que les différences de température ne le déforment pas. Le fond du récipient doit présenter une surface parfaitement plane : un champ magnétique mal réparti sur la totalité du fond pourrait entraîner une surchauffe partielle du fond qui pourrait, par transmission de chaleur, endommager les composants électroniques de la plaque (capteurs de thermostats en particulier).  
À noter qu'il est aussi possible de placer sous le récipient un disque relais permettant en principe de cuisiner avec tout type de métal. Cependant, le rendement s'en trouve significativement réduit car proche d'une plaque chauffante ordinaire.